# Euromissile

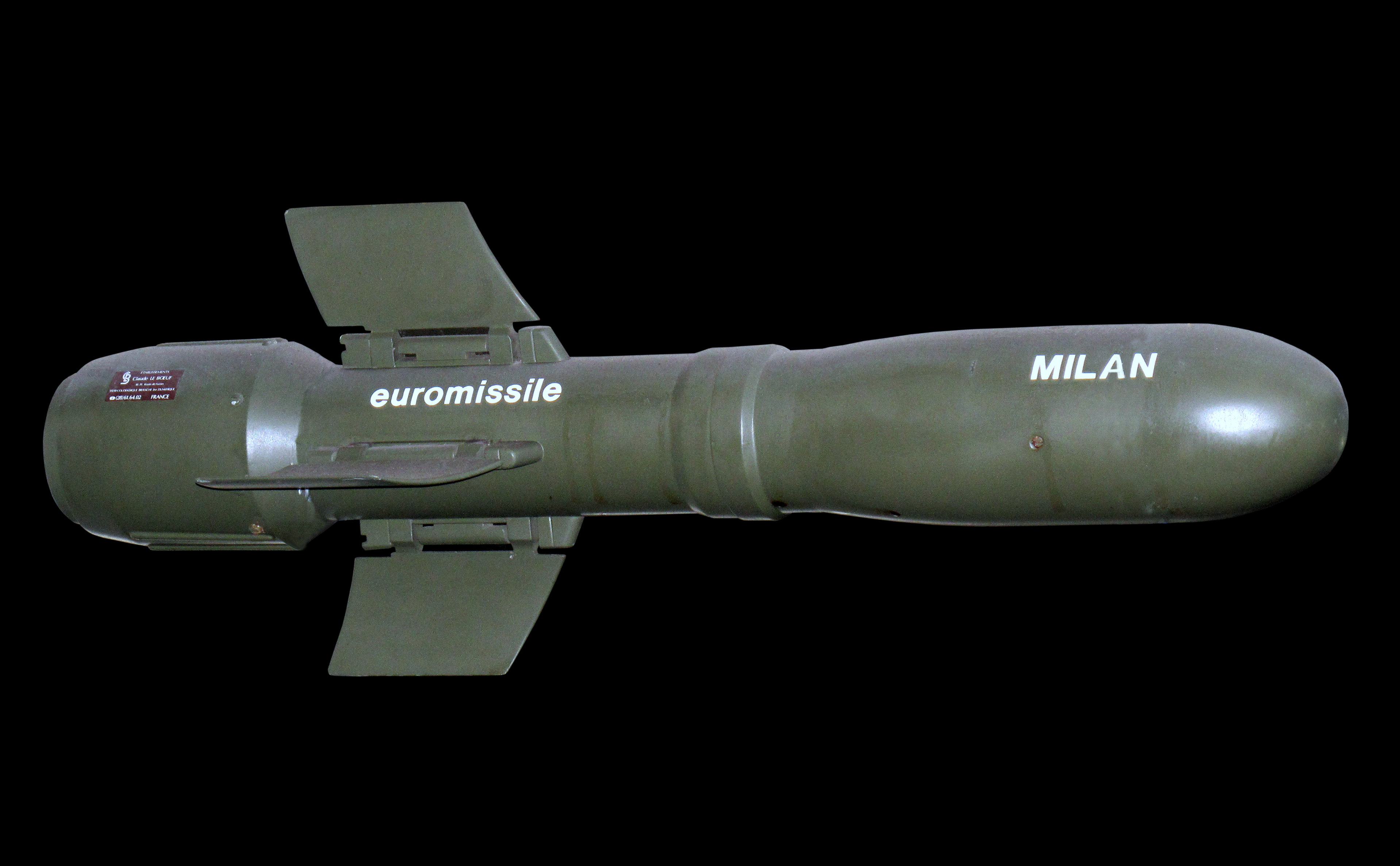
Euromissile Milan

Euromissile est un consortium européen créé en 1972 par Aérospatiale (France) et MBB (Allemagne) pour produire les missiles antichars HOT et Milan et le missile anti-aérien Roland. 
Le 5 avril 1991, Thomson-CSF rejoint le GIE Euromissile pour développer en commun le système antiaérien courte portée Crotale NG (Nouvelle Génération). 
Toutes les activités de cette compagnie ont été transférées à MBDA crée à la demande du Ministre des Armées Michel Debré [réf. nécessaire].
Le GIE a été mis en sommeil et dissous le 22 février 2018.